# Danilo Türk
Pour les articles homonymes, voir Türk.
Danilo Türk, né le 19 février 1952 à Maribor, est un avocat, diplomate et homme d'État slovène, président de la république de Slovénie de 2007 à 2012.

## Carrière
En 1992, après l'indépendance de son pays, il devient le premier ambassadeur de la Slovénie auprès de l'ONU. Il occupe cette fonction jusqu'en 2000.
Avant son élection à la présidence de la République, il est professeur de droit international à la faculté de droit de l'université de Ljubljana. Il était aussi un membre du Comité des droits de l'Homme des Nations unies en 1997-1998.

## Président de la République
En juin 2007, il se déclare candidat à l'élection présidentielle du mois d'octobre suivant. Indépendant, il est tout de même soutenu par les partis sociaux-démocrates (SD), Zares, DeSUS, socialiste et démocrates-chrétien. Lors du premier tour du 21 octobre 2007, il arrive second avec 24,54 % des suffrages derrière Lojze Peterle, premier avec 28,5 %. Cependant il bat ce dernier à l'issue du second tour le 11 novembre en obtenant 68,2 % des voix. Le 22 décembre, il devient le 3e président de la République.

## Élection présidentielle de 2012
Candidat à un second mandat à l'élection présidentielle des 12 novembre et 2 décembre 2012, il s'incline au deuxième tour face à Borut Pahor, ancien président du gouvernement, qui l'emporte par 67,4 % des voix contre 32,6 %.